# Љубов Гуревич
Љубов Аковлевна Гуревич (рус. Любо́вь Я́ковлевна Гуре́вич; 1. новембар 1866, Санкт Петербург - 17. октобар 1940, Москва) била је руски уредник, преводилац, аутор и критичар. Описивали су је као "најзначајнија књижевну новинарку у Русији". Од 1894. до 1917. била је издавач и главни уредник месечног часописаСеверни Гласник, водећа руска публикација са седиштем у Санкт Петербургу. Часопис је био ујединитељ Симболиста Димитрија Мерешковског, Зинаиде Гипиус, Фјодора Сологуба, Николаја Минског и Акима Волинског. 1905. године се придружила Московском уметничком позоришту (МАТ) као књижевни саветник. Радила је 30 година као саветник и уредник руског позоришног практичара Константина Станиславског и утицала на његово писање више него било ко други. Гуревич и Станиславски писали су једно другом од прве посете "МАТ"у у Санкт Петербургу и постали блиски пријатељи.